# پاریس اروپورت
پاریس اروپورت (انگلیسی: Paris Aéroport) شرکت ترابری فرانسوی است، که در سال ۲۰۱۶ تأسیس شد.